# Cléon Galoppe d'Onquaire
Pierre-Jean-Hyacinthe-Adonis Galoppe-Donquaire, né à Montdidier le 16 avril 1805 et mort à Chatou le 8 janvier 1867, est un dramaturge, librettiste et poète connu sous le nom Cléon Galoppe d'Onquaire.

## Biographie
Son père était marchand de drap à Montdidier. Après son engagement militaire dans la cavalerie à Saumur, il se lance dans une voie littéraire. Il est critique pour Le Corsaire, La Patrie et la Gazette des beaux-arts.

## Œuvres

### Poèmes
- 1838 : Fumée
- 1839 : Feuilles volantes
- 1841 : Le Whist
- 1842 : Mosaïque
- 1844 : Le Siège de la Sorbonne
- 1852 : À ma fille Sarah

### Théâtre
- 1844 : Une femme de quarante ans
- 1846 : Jean de Bourgogne
- 1849 : Comment les femmes se vengent
- 1852 : L'Amour pris aux cheveux
- 1852 : Le Château de Coëtaven
- 1853 : Le Chêne et le Roseau
- 1860 : Les Vertueux de province
- 1865 : L'Eau de jouvence

## Livrets d'opérette et opéra-comique
- 1857 : L'Amour à l'épée ou le Mariage en poste[2]. Musique de J.-B. Weckerlin.
- 1858 : La Laitière de Trianon[3]. Musique de J.-B. Weckerlin.
- 1858 : Après Fontenoy (Manche à manche)[4]. Musique de J.-B. Weckerlin.
- 1860 : Loin du bruit[5]., musique de Paul Bernard.
- 1864 : Bredouille, musique de Paul Bernard (première en mars 1858[6]), [7]
- 1864 : La Mort de Socrate.
- 1865 : La Bourse ou la Vie.